# Epicauta segmenta
Epicauta segmenta är en skalbaggsart som först beskrevs av Thomas Say 1824.  Epicauta segmenta ingår i släktet Epicauta och familjen oljebaggar. Inga underarter finns listade i Catalogue of Life.